# Gournay-en-Bray
Gournay-en-Bray är en kommun i departementet Seine-Maritime i regionen Normandie i norra Frankrike. Kommunen ligger i kantonen Gournay-en-Bray som tillhör arrondissementet Dieppe. År 2022 hade Gournay-en-Bray 5 834 invånare.

## Befolkningsutveckling
Antalet invånare i kommunen Gournay-en-Bray
| Referens: INSEE |